# David Crystal
David Crystal (6 de juliol de 1941, Lisburn, Irlanda del Nord) és un acadèmic lingüista conegut pels seus treballs de lingüística de l'idioma anglès. És un dels escriptors més famosos a escala mundial, és expert en idiomes, és autor de més de 100 llibres i dona conferències al llarg del món.
Crystal va estudiar anglès al University College de Londres entre 1959 i 1962. Va ser investigador sota la supervisió de Randolph Quirk entre 1962 i 1963, quan treballava a l'Institut de l'Estudi de l'ús de l'anglès. Des d'aleshores ha fet classe a la Universitat de Bangor i la Universitat de Reading. Actualment, és catedràtic honorari de lingüística a Bangor. Els seus nombrosos interessos acadèmics inclouen l'ensenyament i l'aprenentatge de l'idioma anglès, la lingüística forense, la mort de les llengües, la «lingüística lúdica» (neologisme de Crystal per referir-se a l'estudi del joc del llenguatge), l'estil de l'anglès, Shakespeare, catalogació i lexicografia. És el president de l'Associació Internacional de professors d'anglès com a llengua estrangera (IATEFL en anglès).
David Crystal viu en Holyhead amb la seva esposa. Té quatre fills adults. El seu fill Ben Crystal també és escriptor i va escriure dos llibres juntament amb el seu pare. Retirat de l'ensenyament a temps complet, treballa com a escriptor, editor i assessor. Crystal va ser premiat amb l'OBE el 1995 i va ser triat membre de l'Acadèmia Britànica el 2000.

## Obres
Crystal és l'autor, coautor o editor de més de cent llibres sobre una àmplia varietat de temes, en especial, entre d'altres, en redacció d'obres de referència, que inclouen (com a escriptor) la Cambridge Encyclopedia of Language (1987) i la Cambridge Encyclopedia of the English Language (1995, 2003); i (com a editor) el Cambridge Biographical Dictionary, el Cambridge Factfinder, la Cambridge Encyclopedia, i la New Penguin Encyclopedia (2003). També ha editat obres literàries i és president de l'Associació d'Alfabetització Nacional de Regne Unit. També té un paper important en llibres per al gran públic sobre lingüística i l'idioma anglès, que empren gràfics variats i breus redaccions per a comunicar material tècnic d'una manera accessible.
Crystal suposa que globalment l'anglès tendirà tant a escindir-se com a convergir, amb variants locals que passaran a ser menys comprensibles mútuament i, per tant, que necessiten l'augment del que ell anomena «anglès parlat estàndard mundial». En el seu llibre escrit el 2004 The Stories of English, una història general de l'idioma anglès, descriu el valor que veu en la diversitat lingüística i l'acord de respecte a les varietats de l'anglès generalment considerades «no estàndard». Crystal és partidari d'un nou camp d'estudi, la lingüística en internet.
La seva obra inclou, a més de la lingüística, poemes, peces teatrals i biografies. Crystal és de creença catòlica i ha escrit també poesia i articles devocionaris.
Crystal va ser el President de Crystal Reference Systems Limited (Del 2001 al 2006), un proveïdor de contingut referencial i de tecnologia de cerca i publicitat en internet. Els productes de la companyia iSense and Sitescreen estan basats en la patentada Global Data Model, una complexa xarxa semàntica que Crystal va idear a principis dels anys 80 i que va ser adaptada per al seu ús a Internet a mitjans dels 90. La tecnologia iSense és el contingut de la patent al Regne Unit i els Estats Units. Després de l'adquisició de la companyia per part de Ad Pepper Mitja N.V., Crystal va romandre al capdavant com a director I+D fins a 2009, i continua sent assessor d'Ad Pepper.
Crystal va ser influent en una campanya per a evitar la demolició del convent de Holyhead, i va conduir la creació del Centre de Ucheldre (Ucheldre Centre). Crystal continua escrivint a més de contribuir en emissions de televisió i ràdio. La seva associació amb la BBC s'estén des de, anteriorment, una sèrie de BBC Radio 4 sobre assumptes lingüístics fins a podcasts en la pàgina web del Servei Mundial de la BBC per a gent que està aprenent anglès.
Un llibre recent, Txtng: the Gr8 Db8, se centra en el llenguatge xat i el seu impacte en la societat. El seu últim llibre són unes memòries autobiogràfiques, amb el títol Just a Phrase I'm Going Through: My Life in Language, que es va posar a la venda simultàniament amb un DVD amb tres de les seves conferències.

## Participació en produccions teatrals
Com a expert en l'evolució de la llengua anglesa, Crystal va participar en la producció de Shakespeare's Globe el 2004 i 2005, col·laborant en la «pronunciació original» del període en què aquest es va escriure. Va preparar els actors amb la pronunciació adient de l'època.